# Selmer Mark VI
Een Selmer Paris Mark VI is een saxofoon die van 1954 tot 1974 werd gemaakt. Hij is de opvolger van de Selmer Super Action. De Mark VI is het zesde model saxofoon van het bedrijf Selmer. De Mark VI werd gemaakt om het 50-jarige jubileum te vieren van het winnen van de gouden medaille in de tentoonstelling van Saint Louis in Missouri.
Saxofonist Marcel Mule werkte aan de ontwikkeling van dit model mee. Van dit model werden sopraan-, alt-, tenor- en baritonsaxofoons gemaakt. Bijzonder zijn de altsaxofoons met een groter bereik (tot de lage A) dan andere modellen. 
In 1974 werd het model Selmer Paris Mark VII-saxofoon door Selmer in productie genomen. Daarmee stopte na 20 jaar de productie van de Mark VI. Er werden verbeteringen op het mechaniek gemaakt, die bij latere modellen (Super action 80) werden overgenomen.
Toch werd het gemis van de  productie van de 'mark VI' voor Selmer voelbaar. Daarom heeft Selmer in 2000 twee nieuwe modellen op de markt gebracht. De "Reference 36" (geïnspireerd op de Balanced Action die vanaf 1936 werd gemaakt) en de Reference 54 (geïnspireerd op de Mark VI) zijn saxofoons waarbij de maatvoering van de buis van de oude Balanced Action en de Mark VI is gekopieerd. Dit zou ervoor zorgen dat er klankeigenschappen in deze instrumenten terug te vinden zijn die de oude Balanced Action en Mark VI ook hebben. Het voornaamste wat de Reference saxofoons onderscheidt is dat ze beide een modern applicatuurmechaniek hebben en niet die van de oudere modellen.